# オラス＝ベネディクト・ド・ソシュール

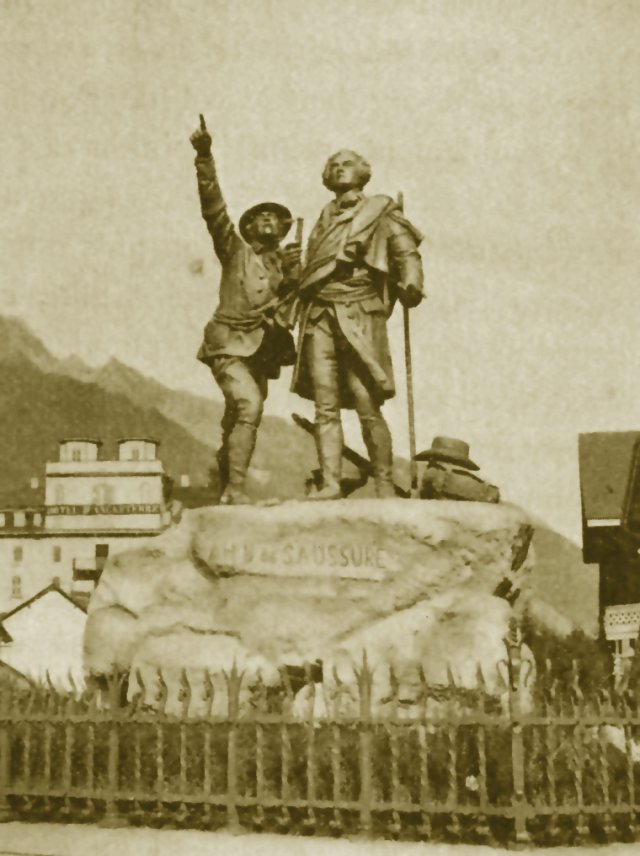
シャモニーにあるオラス・ド・ソシュールとジャック・バルマの像

オラス＝ベネディクト・ド・ソシュール（Horace-Bénédict de Saussure、1740年2月17日 – 1799年1月22日）はスイスの貴族で、アルプス山脈の山々を登破するとともにそこで地質学、気象学、化学などに関わる様々な学術的観測を行った自然科学者である。1762年、22歳でジュネーヴ大学の哲学の教授に就任した。またしばしば近代登山の創始者ともみなされている。

## 生涯
オラス・ド・ソシュールはジュネーヴに近いシェヌ＝ブジュリーのコンシュ (Conches) に生まれた。 父ニコラ・ド・ソシュール (Nicolas de Saussure, 1709–1791) は農学者であり、オラスも植物学に興味を持っていたため大学卒業後にはアルプスの山々への調査旅行を企てることとなった。 しかし18世紀の多岐の知識にわたる教育を受けた彼は、1773年以降、植物学に留まらずアルプスにおける地質学や気象学、物理現象へも興味を向けるようになった。これは特にアルプスの降雪地域での地形学として結実し、山麓のシャモニーやツェルマットのような場所へ後の旅行者の興味を呼び寄せることとなった。 
一般には登山という概念さえ希薄であった当時、1760年のシャモニーへの最初の滞在で、未踏峰であったモン・ブラン（4811メートル）の初登頂に対して懸賞をつけた。1785年には彼自身がエギーユ・デュ・グーテ (Aiguille du Goûter) を経るルートから登頂を試みたものの果たせずに終わっている。初登頂を行い 20 ターラーの懸賞金を得たのはシャモニーの医師ミシェル・パカール (Michel Paccard) とそのポーターのジャック・バルマ (Jacques Balmat) であり、グラン・ミュレ (Grands Mulets) を経たルートによって1786年に達成された。翌1787年にはソシュール自身も多数の観測機器を持って登頂を果たし、山頂で沸点や雪の温度、脈拍などを測定した。
その他にもソシュールはアルプスの数多くの山を登破し、また峠など高地に滞在して学術的な観測を行った。モン・ブラン登頂以前の1774年にはレマン湖に近いシャブレ山塊 (massif du Chablais) のグラモン（Grammont, 2172メートル）に登り、1776年にはモンブラン北方のモン・ビューエ（Mont Buet, 3096メートル）に登頂した。 1778年にはグラモンに再登頂するとともに、グラン・サン・ベルナール峠に近いヴァルソレ氷河 (glacier de Valsorey) を調査した。 またモン・スニ峠東のロシュ・ミシェル（Roche Michel, 3423メートル）に1780年に登頂した。
モン・ブラン登頂の翌年1788年には、モン・ブラン山塊のコル・デュ・ジェアン峠（Col du Géant, 3371メートル）において17日をかけた調査を行っている。1789年にはモンテ・ローザの東壁を観察するため、マクニャーガに近いピッツォ・ビアンコ (Pizzo Bianco) に登頂した。またモンテ・ローザ西のテオドゥル峠（Theodulpass, 3322メートル）をツェルマットへと初めて越えた。1792年にクライン・マッターホルン（3883メートル）へと登った際にも、この峠で3日をかけて観測を行った後、テオドゥルホルン（Theodulhorn, 3472メートル）にも滞在している。 これらソシュールのアルプスへの7回の旅とその際の科学的観測はソシュール自身によって、『アルプス旅行記』(Voyages dans les Alpes, 1779–1796) のタイトルで四折り判（英語: quarto）4巻からなる記録として1779年から1796年にかけて出版された。
1784年、スウェーデン王立科学アカデミーの外国人会員に、1788年にはロンドンの王立協会フェローに、1791年にパリの科学アカデミーの準外国人会員に選出された。1799年にジュネーヴで死去した。 オラス以降もソシュール家は数多くの学者を輩出しており、娘アルベルティーヌ・ネッケル・ド・ソシュール (Albertine Necker de Saussure) は女子教育のパイオニアであり、また息子ニコラ＝テオドール・ド・ソシュールは有機化学の卓越した研究者であった。 孫アンリ・ド・ソシュール (Henri Louis Frédéric de Saussure) もまた昆虫学者として名声を得た。著名な言語学者のフェルディナン・ド・ソシュールはオラスの曾孫にあたる。

## 研究

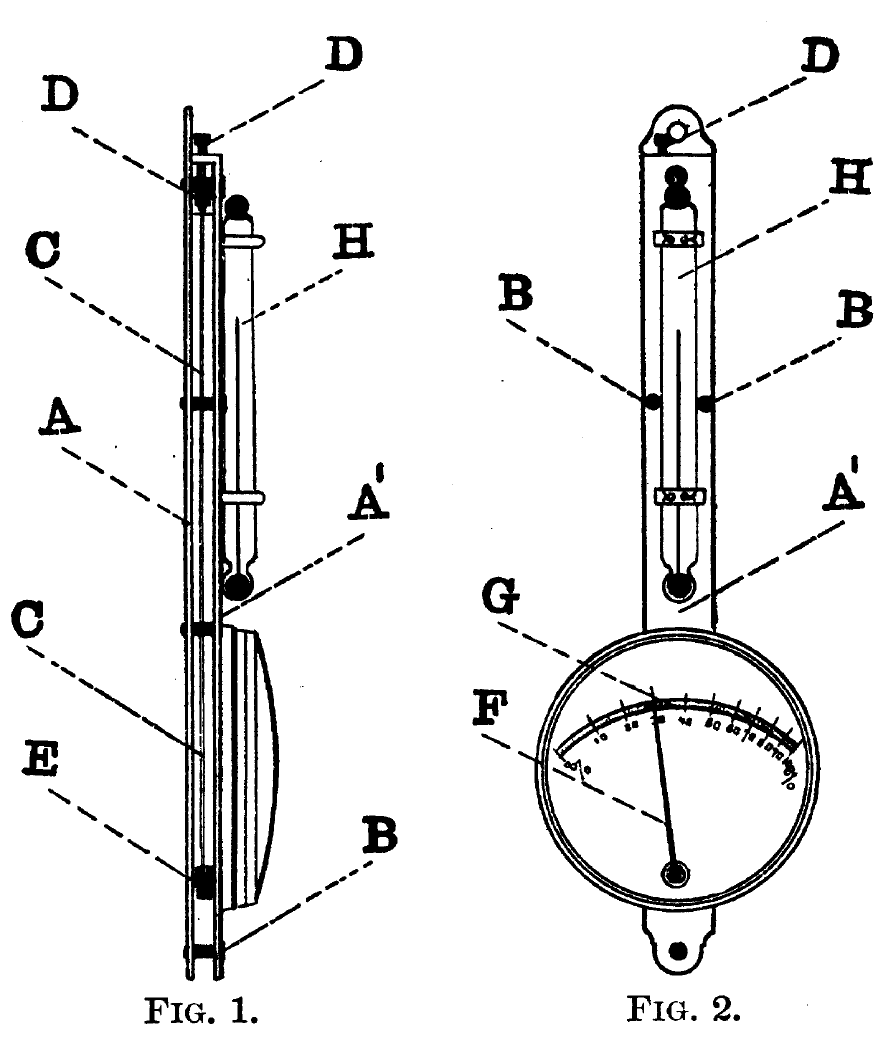
19世紀の探検家チャールズ・C・トローブリッジが検証したソシュールの原理に基づく毛髪湿度計。

ソシュールの研究の中心をなしていたのはアルプス山脈であった。アルプスは、ソシュールが地球についての正しい理論を得るために重要な鍵となるものだとみなしたところであり、またこれまで誰も試みた者のいない方法で地質学を研究する機会を与えてくれているところでもあった。特にそこでの地層の傾斜、岩石の性質、化石、鉱物に注意が払われた。ソシュールは地質学（ジオロジー）という用語を初めて用いた人物と言われており、ほとんどの場合おそらくは地質学者と呼ぶべき人であった。理論的側面においてソシュールの考え方は現在の視点では多くの場合間違っていたが、これらの科学を大いに発展させるのに役立った。
ソシュールは当時の化学の知識を徹底して学び、鉱物、水、大気の研究に適用した。地質学的な観察からソシュールは水成論を強く信じるようになった。 すなわち、岩石や鉱物はすべて水溶液もしくは懸濁液から沈殿したものであるとみなした。また、気象条件の研究を特に重視した。ソシュールは気圧計や沸点温度計を最も高い山の頂へと運び、高度の違いによる気圧と温度を測定し、また大気の相対湿度、太陽放射の強さ、大気の成分と透明度を見積もった。その後、凝結した水蒸気の研究に次いで、温度計を持ち込めるあらゆる深さの地中の温度、さらに川や氷河、湖、海の温度について研究した。またソシュールは標高の高い観測地点で測定される気象現象の大きな利点を認識し、可能なときには常にできるだけ長期間、異なる高度で同時に観測を行った。
高山や地中・水中などにおける測定に用いるためにソシュールは多くの測定機器を改良、考案している。 1783年に出版された『湿度測定法に関する試論』 (Essai sur l'hygrométrie) では、あらゆる気候と温度において色々な形式の湿度計で行われた実験が記録されており、他の湿度計に対する彼の毛髪湿度計の優位を立証している。シアン計は、高度によって、また時間や気候によって微妙に変化する空の青さを測定するためのチャートであり、ディアファノメトル (diaphanomètre) は黒い円形が識別できる距離を測ることで大気の透明度を測定した。他にも、磁力計、風力計、高山で用いるユージオメーター (eudiomètre) などを改良している。また、1767年には西洋で最初の太陽熱による温熱器を作成した。
ソシュールは多様な目的に適用させるため温度計の改良も行った。大気の温度を調べるために、日よけの中につるされた、あるいは糸で回転させた液だめをもつものを用いた。後者は、液だめにぬれたスポンジを入れ一定の半径と回転速度で回転させることで蒸発計へと改良された。地中や水中の温度を測定する実験のためには、一度測定した温度を長く保持するために、大きな温度計を非伝導性の覆いでくるんだものを用いて非常にゆっくりと温度が変化するようにした。これらの測定機器によってソシュールは、深い湖の底の水が季節によらずに一様に冷たい温度をもつことを突き止め、また地中9メートルの深さに季節による熱が伝わるのに 6か月を要することを示した。

## ソシュールにちなむもの

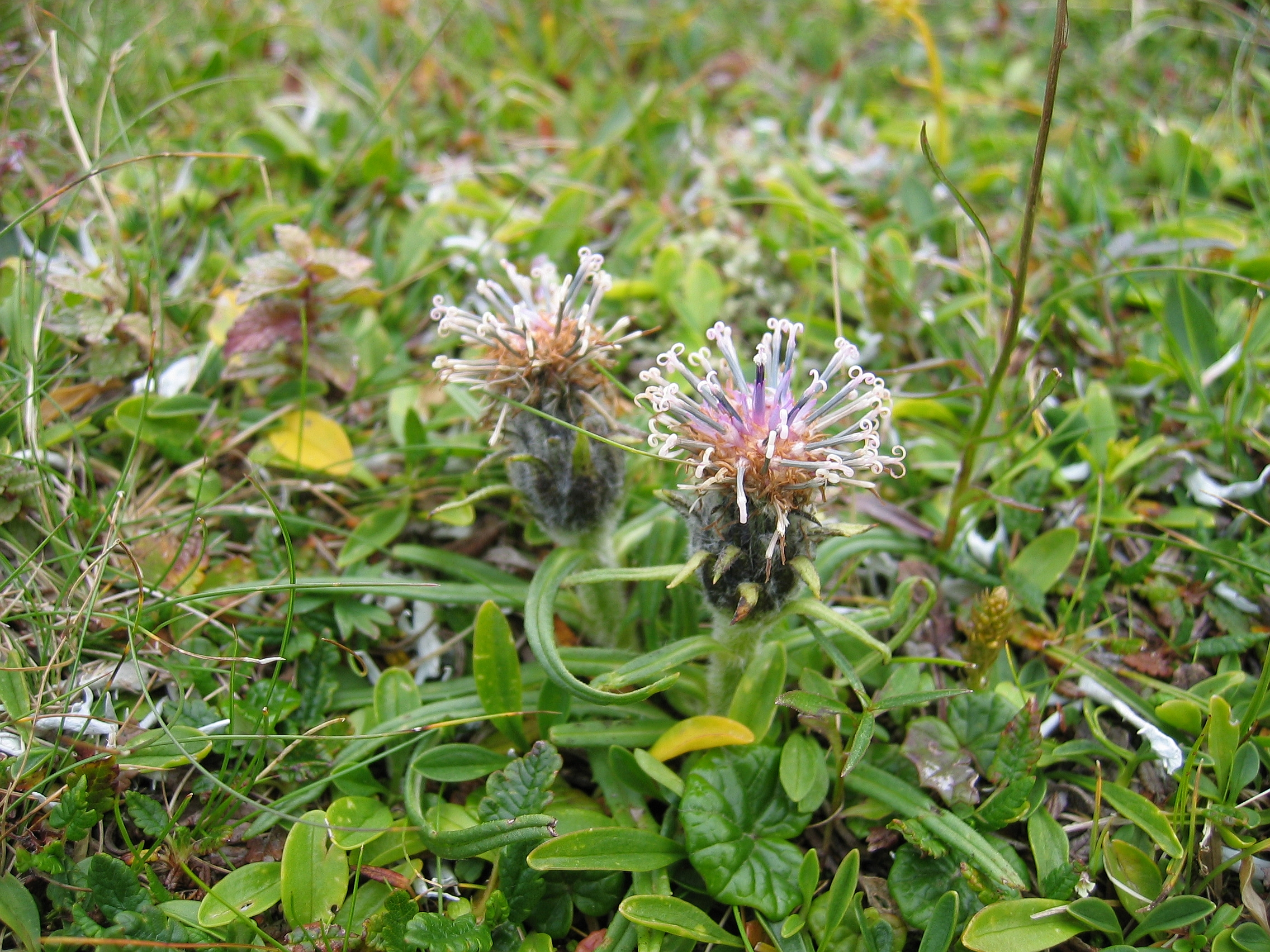
ソシュールの名にちなむ属名を持つ高山植物 Saussurea pygmaea

アルプスなどに見られるキク科の高山植物の属に与えられた属名サウッスレア (Saussurea、和名：トウヒレン属) は、オラス・ド・ソシュールの名にちなんだものである。 また、斜長石が熱水変質作用を受けてできる緑色の鉱物の凝集体ソーシュライト（英語: saussurite）にも彼の名が受け継がれている。月面の地球側南半球にはオロンティウス・クレーター（英語: Orontius）に隣接して直径50キロメートルあまりのソシュール・クレーター（英語: Saussure）がある。
1979年から1995年まで発行された20スイス・フランのスイス国立銀行券（第6次紙幣）にはオラス・ド・ソシュールと山脈や登山者の図柄が用いられていた。